# Harina de cebada

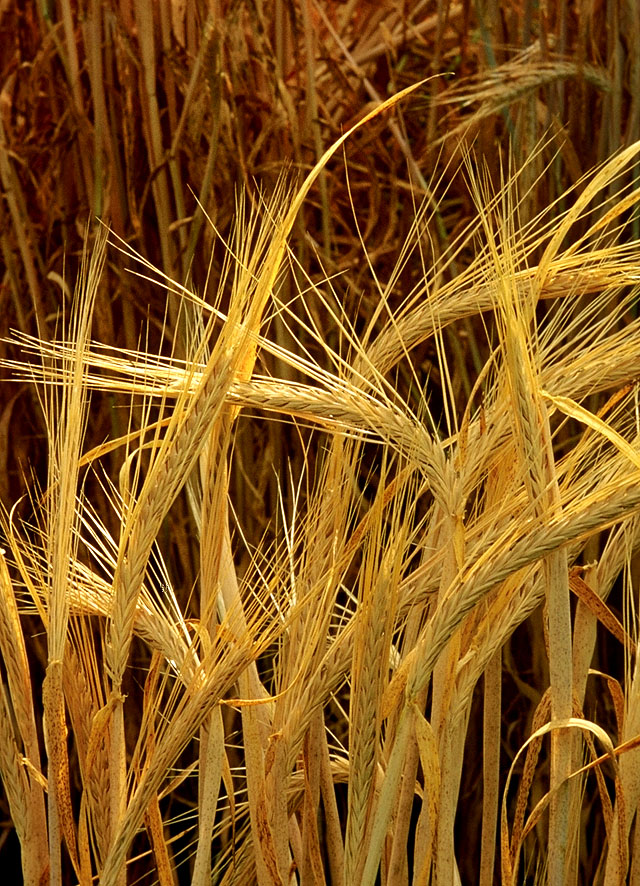
La harina de cebada se prepara a partir de cebada seca y molida (en la foto)

La harina de cebada es una harina preparada a partir de cebada seca y molida.  La harina de cebada se utiliza para preparar pan de cebada y otros panes, como panes planos y panes de levadura.
Hay dos tipos generales de harina de cebada: gruesa y fina. Los granos de cebada se muelen para hacer harina de cebada gruesa y la cebada perlada se muele para hacer harina de cebada fina.
Además, la harina de cebada patentada es una harina de cebada más fina que se muele en mayor medida en comparación con la harina de cebada fina.

## Usos
La harina de cebada se utiliza para preparar panes como el pan de cebada. A veces se añade a la harina de trigo, creando una harina compuesta, que se utiliza para preparar diversos panes. Su adición a la harina de trigo crea un producto final horneado de color más oscuro, y también altera el sabor del producto.. La harina de cebada también se utiliza como ingrediente en algunos alimentos especiales.

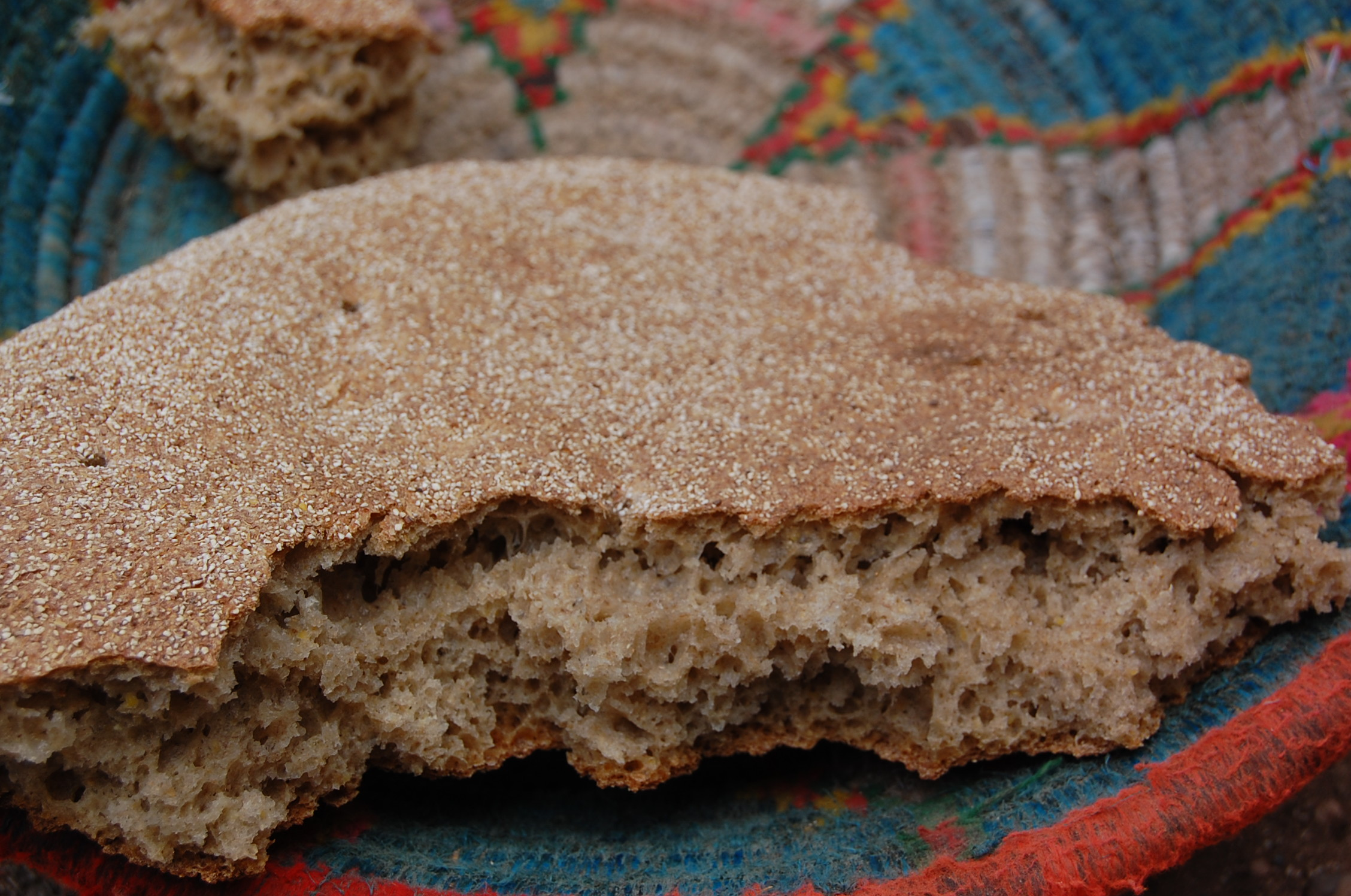
Un pan básico de cebada
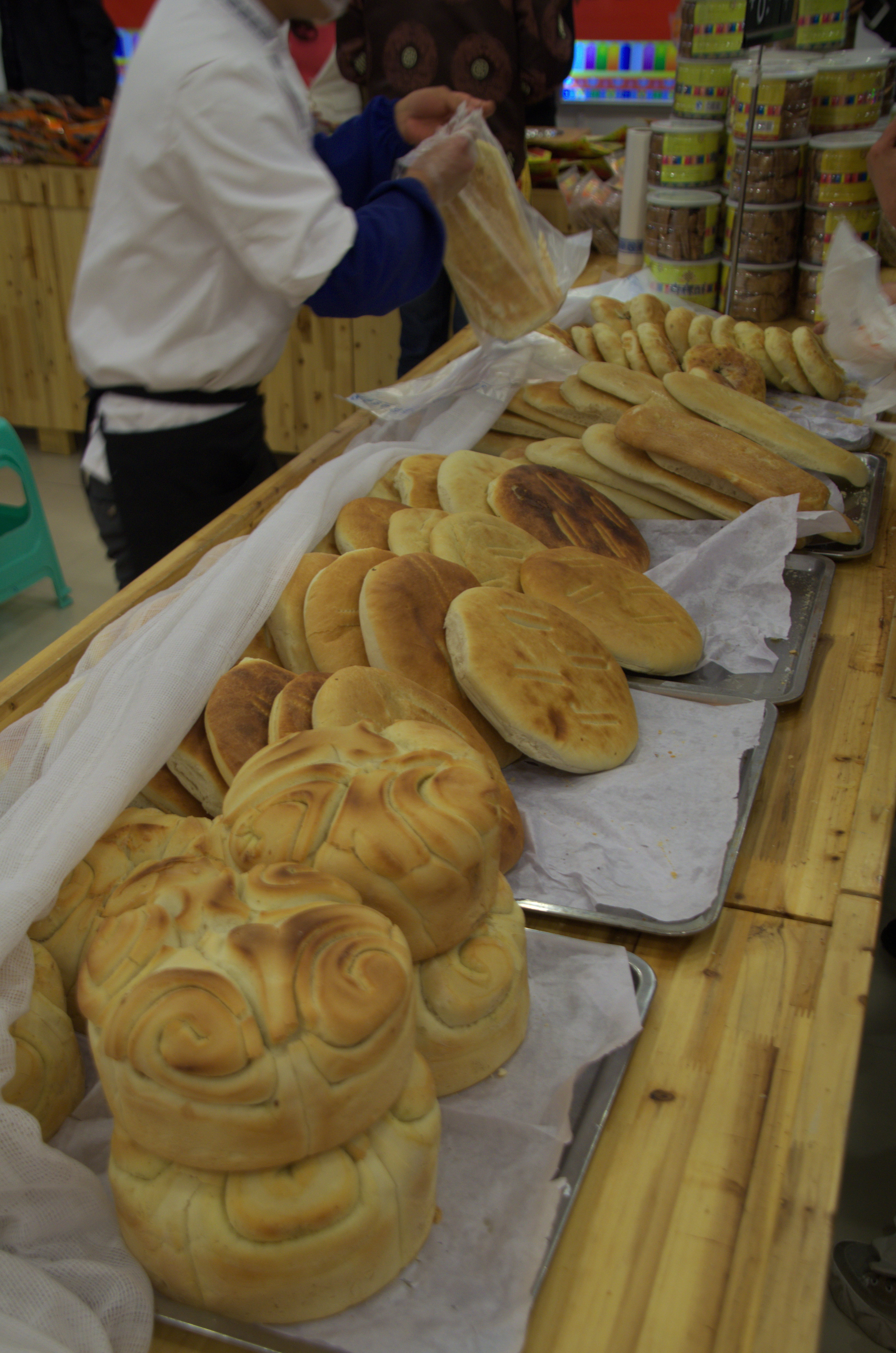
Panes de cebada preparados con cebada de montaña en el condado de Songpan, provincia de Sichuan, China

## Harina de cebada malteada

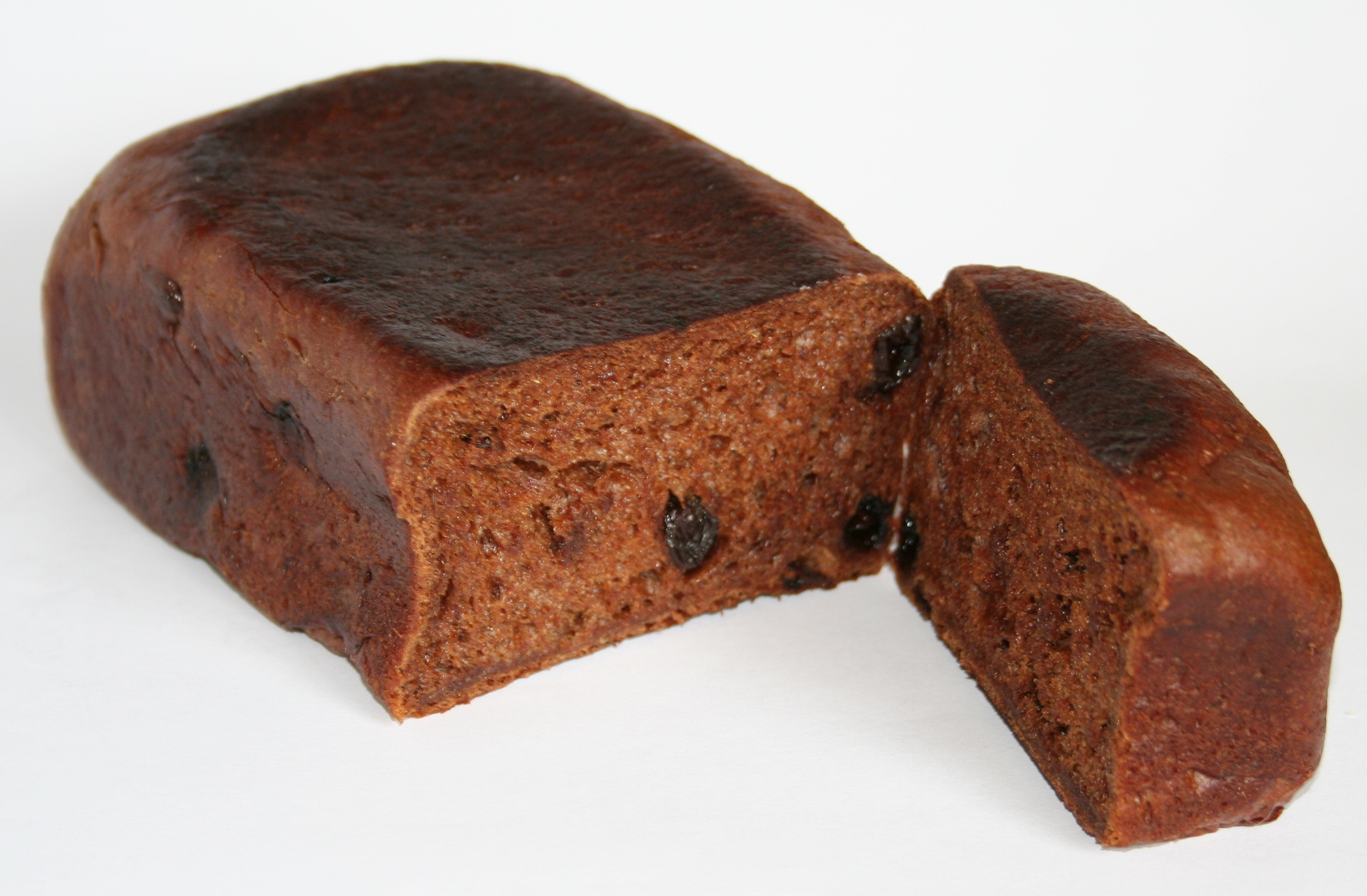
La harina de cebada malteada a veces se usa para realzar el sabor del pan de malta (en la foto).

La harina de cebada malteada se prepara a partir de malta de cebada, que es cebada que ha sido sometida a malteado (germinación parcial [brotación] seguida de secado al aire caliente para detener la germinación). Hay dos tipos: diastásica y no diastásica. La harina de malta diastásica se utiliza como suplemento diastásico de otras harinas panificables que tienen una baja actividad diastásica natural. La actividad diastásica implica la conversión de los almidones en maltosa (azúcar). En panadería, la adición de harina de cebada malteada a la harina de trigo da como resultado un producto más húmedo que la harina de trigo sola. La harina de cebada malteada rica en proteínas suele utilizarse en la industria alimentaria, mientras que la pobre en proteínas suele emplearse para preparar un estilo único de cerveza. Mientras que la harina de cebada malteada distática tiene un sabor neutro, la no distática, a veces denominada harina de malta, se utiliza por su sabor característico. Tiene muchos usos, como la leche malteada, y en productos de panadería, para darles una miga más blanda, y para complementar el sabor de un pan de malta.

## Harina de cebada patentada
La harina de cebada patentada es una harina más fina que la harina de cebada fina. Se prepara a partir de cebada de molienda a la que se le han eliminado las capas externas en mayor medida que a la cebada perlada. La harina de cebada patentada se utiliza como ingrediente en alimentos infantiles.